# Henri de Peyerimhoff
Henri Marie Joseph Hercule de Peyerimhoff de Fontenelle, né à Colmar le 19 septembre 1871 et mort à Paris (7e) le 21 juillet 1953, est un haut fonctionnaire et un représentant du monde des affaires français. Il est souvent présenté comme un penseur du capitalisme moderne français de l'entre-deux-guerres, lorsque le thème du néocapitalisme et la question des ententes sont posés par de nombreuses élites économiques et financières.

## Biographie

### Jeunesse et études
La branche catholique de sa famille, liée à la Suisse, prend le nom de « Peyerimhoff de Fontenelle » à la fin du XVIIIe siècle. Ses parents se marient en novembre 1870 à Strasbourg et il fait ses études à Nancy, à l’Institution de la Malgrange, où il se lie avec le futur homme politique Louis Marin.
Il est diplômé de l’École libre des sciences politiques. Il est titulaire d'une licence d'histoire, d'une licence de droit, et d'une licence de philosophie.

### Parcours professionnel
Il est auditeur au Conseil d'État de 1895 à 1902, il travaille sur l’affaire des conventions de 1883 sur les Chemins de fer, qui entraîne la démission du gouvernement Dupuy en 1895.
Directeur de l'agriculture, du commerce et de la colonisation au sein du Gouvernement général d'Algérie de 1902 à 1907, il publie une minutieuse "Enquête sur les résultats de la colonisation officielle" en 1906, sur commande du gouverneur Louis Lépine en 1898, puis démissionne du Conseil d'État en mai 1907. Il s'occupe de deux dossiers concernant des affaires minières d'Afrique du Nord avant la Première Guerre mondiale : le chemin de fer de l'Ouenza, qui relie l'important gisement de minerai de fer d'Ouenza à la ville côtière algérienne d'Annaba et l'Union des mines marocaines.
Il devient un influent "permanent patronal", un "grand commis" des organisations syndicales patronales dans le domaine des mines: il devient successivement secrétaire général (1907), vice-président puis président (1925-1940) du Comité central des houillères de France, basé Rue Saint-Dominique à Paris, jusqu'à la fin de 1940. À ce titre, il met en place et héberge à Paris la Société générale d'immigration à partir de 1924. Après la guerre, il est également le président du conseil d'administration de plusieurs sociétés minières et bancaires et président de l'Union des mines de 1923 à 1932. Il s’occupe aussi du Kouif, où opère la Société générale des mines d'Algérie-Tunisie. Il participe aux négociations douanières internationales, notamment à la conférence internationale de 1927, comme délégué français. Il est membre aussi du Comité franco-allemand d'information et de documentation, fondé en 1926.
Au début des années 1930, il est membre du conseil d'administration de l'École libre des sciences politiques. Il y a également enseigné.
Il est élu membre de l'Académie des sciences morales et politiques en 1952.
Il a acquis le château de Médavy en 1919. Ses descendants l'ont revendu au général de Grancey en 1959.